# Tipula fuscipennis
Tipula fuscipennis är en tvåvingeart som beskrevs av Curtis 1834. Tipula fuscipennis ingår i släktet Tipula och familjen storharkrankar. Inga underarter finns listade i Catalogue of Life.